# ゲオルク・フリードリヒ・ヘンデル
ゲオルク・フリードリヒ・ヘンデル（ドイツ語: Georg Friedrich Händel [ˈɡeːɔrk ˈfriːdrɪç ˈhɛndl̩] ( 音声ファイル), 1685年2月23日（グレゴリオ暦3月5日） - 1759年4月14日）は、ドイツ出身の作曲家、オルガニスト。イタリアで成功した後にイギリスで長年活躍し、イギリスに帰化した。後期バロック音楽の著名な作曲家の一人で、特にイタリア語のオペラ・セリアや英語のオラトリオの作曲で知られ、自ら公演事業にも携わった。オラトリオ『メサイア』は現在でも特に人気が高い。
ウムラウトがない英語読みでは、ジョージ・フレデリック・ハンドル（George Frideric (Frederick) Handel [ˈhændᵊl]。）。ただし、イギリスで活動していた当時はドイツ語読みに合わせてヘンデルと一般にも発音されており、これに合わせて「Hendel」と表記されることもあった。

## 生涯

### ハレ・ハンブルク時代

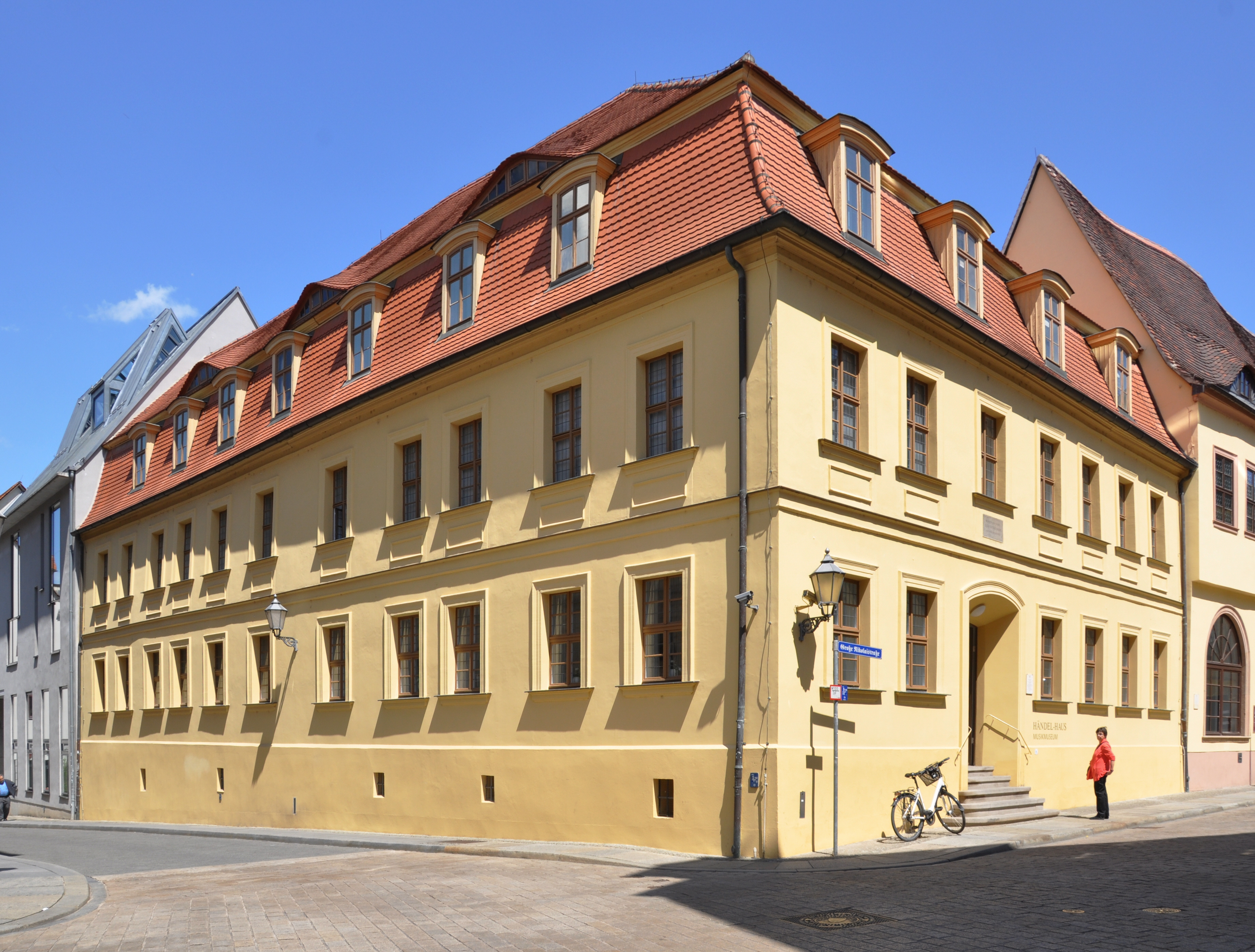
生誕地
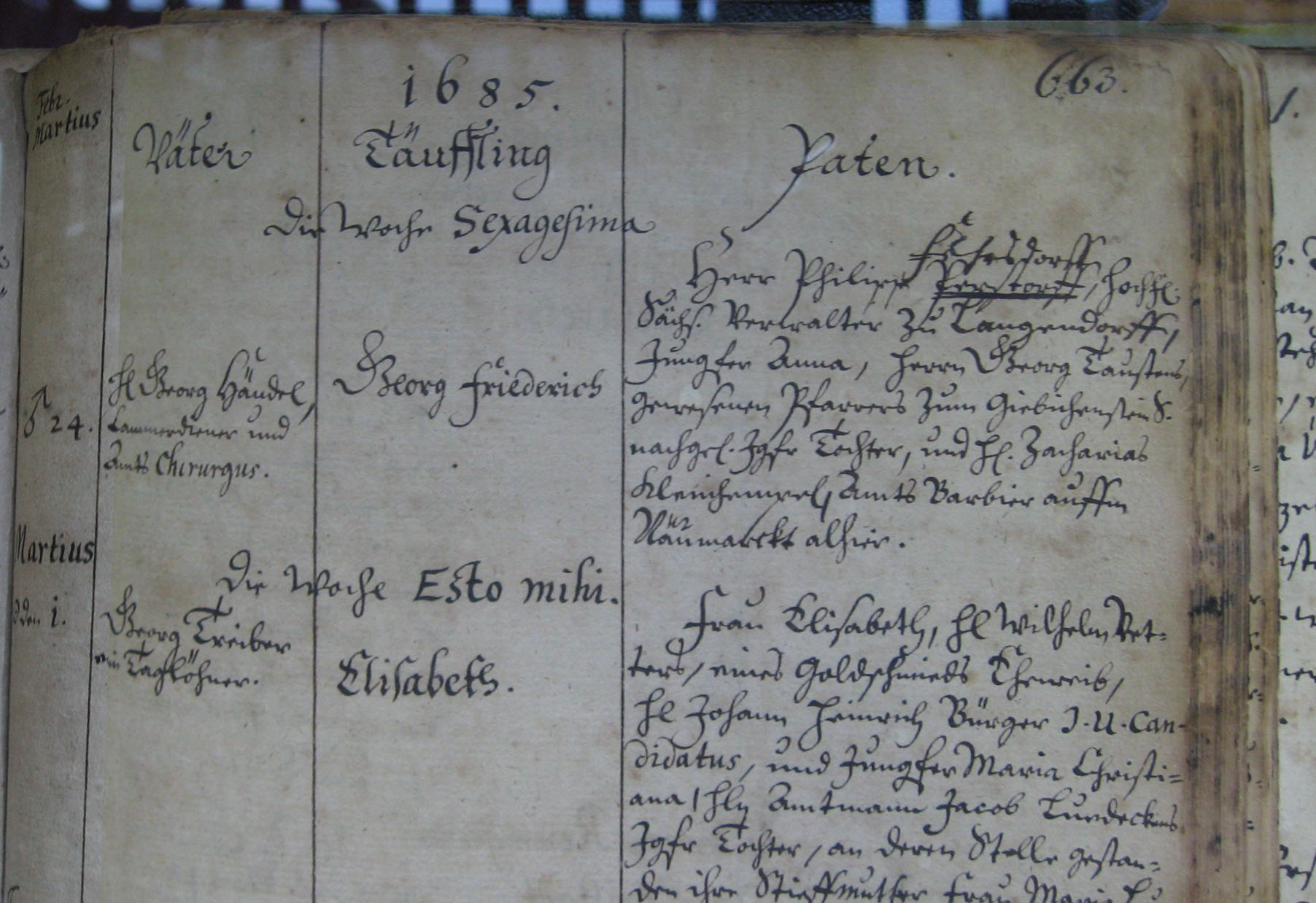
ヘンデルの洗礼簿。誕生日の翌日の「1685年2月24日火曜日」（グレゴリオ暦3月6日）の日付を記す

1685年、ブランデンブルク＝プロイセン領（現ザクセン＝アンハルト州）ザーレ河畔のハレに生まれた。ハレはもとマクデブルク大司教領の中心都市で、ザクセン選帝侯ヨハン・ゲオルク1世の子のザクセン＝ヴァイセンフェルス公爵アウグストによって支配されていたが、1680年のアウグストの没後はブランデンブルク＝プロイセンの領土になった。ヘンデルの父のゲオルクははじめアウグストの外科医（床屋を兼ねる）かつ従僕だったが、アウグストの死後はその子のヴァイセンフェルス公爵ヨハン・アドルフ1世に仕えた。

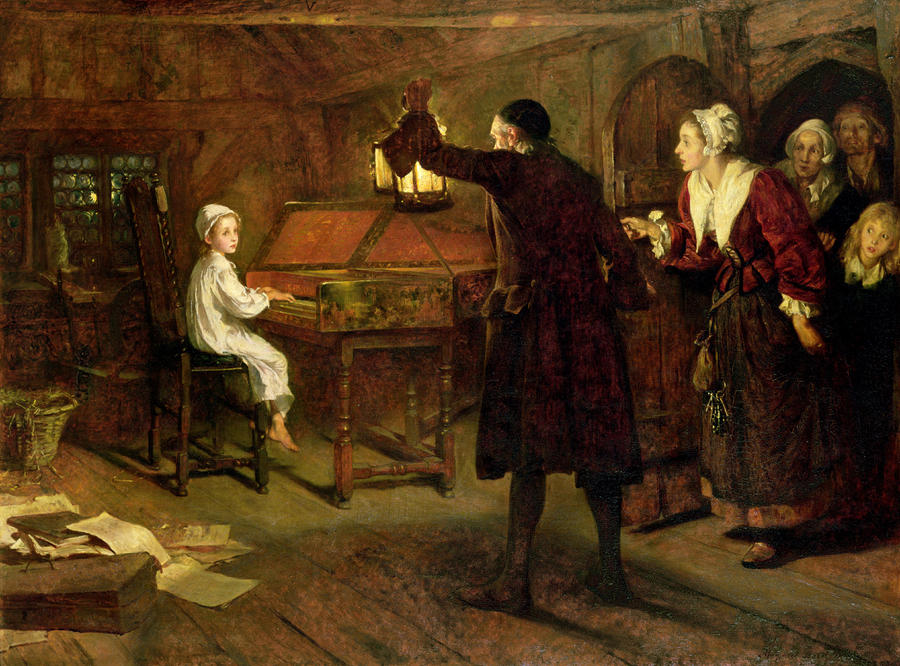
隠れて練習しているところを両親に見つかる幼少期のヘンデル（19世紀の想像図）

ヘンデルは幼少時から非凡な音楽の才能を示していたが、父は息子を法律家にしようと考えており、息子が音楽の道へ進むことには反対していた。しかし、ヘンデルは父の目を盗んでクラヴィコードを入手し、夜な夜な屋根裏部屋で密かに練習を重ねて飛躍的な進歩を遂げた。幸いなことにヴァイセンフェルス公爵がヘンデルのオルガン演奏の才能を気に入り、ヘンデルは公爵の援助のおかげで音楽の勉強を続けることができたという。ヘンデルはハレの聖母マリア教会のオルガニストであったフリードリヒ・ヴィルヘルム・ツァハウに作曲とオルガン、チェンバロ、ヴァイオリンの演奏を学んだが、じきに師をしのぐほどになった。
1697年2月11日、父ゲオルグが没した。これによりヘンデルの周囲で音楽に反対する者はいなくなったが、同時に収入と支えの両方を失った。危機意識に駆られたヘンデルは音楽と勉学に励み、1702年にハレ大学に入学。学部は定かではないが、法学部に所属したと推察される。同年にハレ大聖堂のオルガニストとして1年間の仮採用契約を結ぶ。また、オペラに関心を持ち始めたヘンデルはベルリン王宮を訪ね、後に初代プロイセンの王となるフリードリヒ3世から宮廷への就職とイタリアでの勉強を提案されたものの、固辞してハレに戻ったとされる。この頃に始まった作曲家テレマンとの交友は終生続いた。
翌1703年、大聖堂との契約を満了したヘンデルは、大学を辞めてドイツの中でもオペラが盛んであった自由都市ハンブルクへ出た。当時のハンブルク・オペラの中心的な作曲家はラインハルト・カイザーであった。ヘンデルはカイザーが運営するゲンゼマルクト劇場で第二バイオリン奏者として採用され、その後チェンバロの通奏低音奏者や演奏監督として活躍するなど、実地の経験を積みながらその影響を受けた。1704年、借金の取り立てから逃れるためにヴァイセンフェルスに行ったカイザーに代わってヘンデルがオペラを作曲することとなった。ヘンデルにとって最初のオペラとなったこの『アルミーラ』は1705年1月8日に上演され、約20回も上演される大成功を収めた。
同年2月25日には次のオペラ『ネロ』が上演されているが、これは評価が芳しくなかった。翌1706年にも2つのオペラ『幸福なフロリンド』『変容のダフネ』を作曲しているが（1708年上演）、この３曲は一部の舞曲と断片を除いて消失している。
ハンブルクではまた音楽理論家として知られることとなるヨハン・マッテゾンと親友関係となり、ヘンデルがゲンゼマルクト劇場で職を得たのも彼の計らいによるものであったが、マッテゾンのオペラ『クレオパトラ』（1704年）の上演中に2人は喧嘩を始めた挙句、決闘で刺殺されそうになったことがある。後に両者は和解し、マッテゾンは『アルミーラ』のテノールの主役を演じている。1703年にヘンデルはマッテゾンとともにブクステフーデの後任オルガニストになるためにリューベックに旅行しているが、ブクステフーデの娘との結婚が条件とされていると聞いて逃げ出している。なお、2年後にバッハも同じ経験をしている。

### イタリア時代

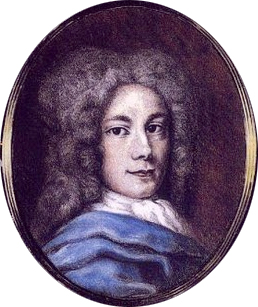
肖像画（1710年頃）

トスカーナ大公子フェルディナント（メディチ家）からの熱心な誘いを受け、ヘンデルはイタリア行きを決意した。旅費を独力で工面したヘンデルは、1706年から1710年までイタリアの各地を巡った。ヘンデルの正確な足取りは明らかでないが、フィレンツェ、ローマ、ヴェネツィア、ナポリを訪れたらしい。
当時ローマではローマ教皇庁の命令によりオペラの上演が禁止されていたため、ここでヘンデルは最初のオラトリオ『時と悟りの勝利』を作曲している。ローマではまたコレッリに会ってその影響を受け、またドメニコ・スカルラッティと鍵盤楽器の競演を行っている。チェンバロの腕前については評価が分かれ、スカルラッティの方が優れているとする者もあったが、オルガン演奏についてはヘンデルが圧倒し、スカルラッティ自身がヘンデルの強い影響を受けたという。再びフィレンツェのココメロ劇場で、ヘンデル最初のイタリア・オペラ『ロドリーゴ』が上演された。1708年にはオラトリオ『復活』が上演されている。1709年にヴェネツィアで上演されたオペラ『アグリッピーナ』は大成功を収め、連続27回も上演された。イタリア・オペラの中心地のひとつであるヴェネツィアで外国人の作品がこれほど成功するのは異例であった。
現地で「イル・サッソーネ」（イタリア語: il Sassone、ザクセン人の意）と呼ばれ親しまれたヘンデルはパトロン達の歓迎を受け、カンタータなども発表していたが、周辺国の侵攻や経済的没落により斜陽を迎えているイタリアに声楽と器楽の様式を十分に吸収したヘンデルが留まり続ける理由はなかった。

### ロンドンへ
1710年6月16日、25歳のヘンデルはステッファーニの後任としてハノーファー選帝侯の宮廷楽長となったが、直後に1年間の長期旅行の許可を得た。ヘンデルはハレで年老いた母を訪れた後、デュッセルドルフに滞在し、その年の暮には初めてロンドンを訪れた。現地貴族らの要望を受けて2週間で書き上げたオペラ『リナルド』は、1711年2月14日にヘイマーケット女王劇場で初演され、脚本を書いたアーロン・ヒルが「これ以降イギリスは、母国イタリアをしのぐオペラを発信することになるのです」と高らかに宣言したアン女王への献辞の通り、シーズンが終了する6月15日までに15回の上演を数える大成功を収めた。アン女王に再度の来訪を約したヘンデルは、デュッセルドルフを経由してハノーファーに戻った。

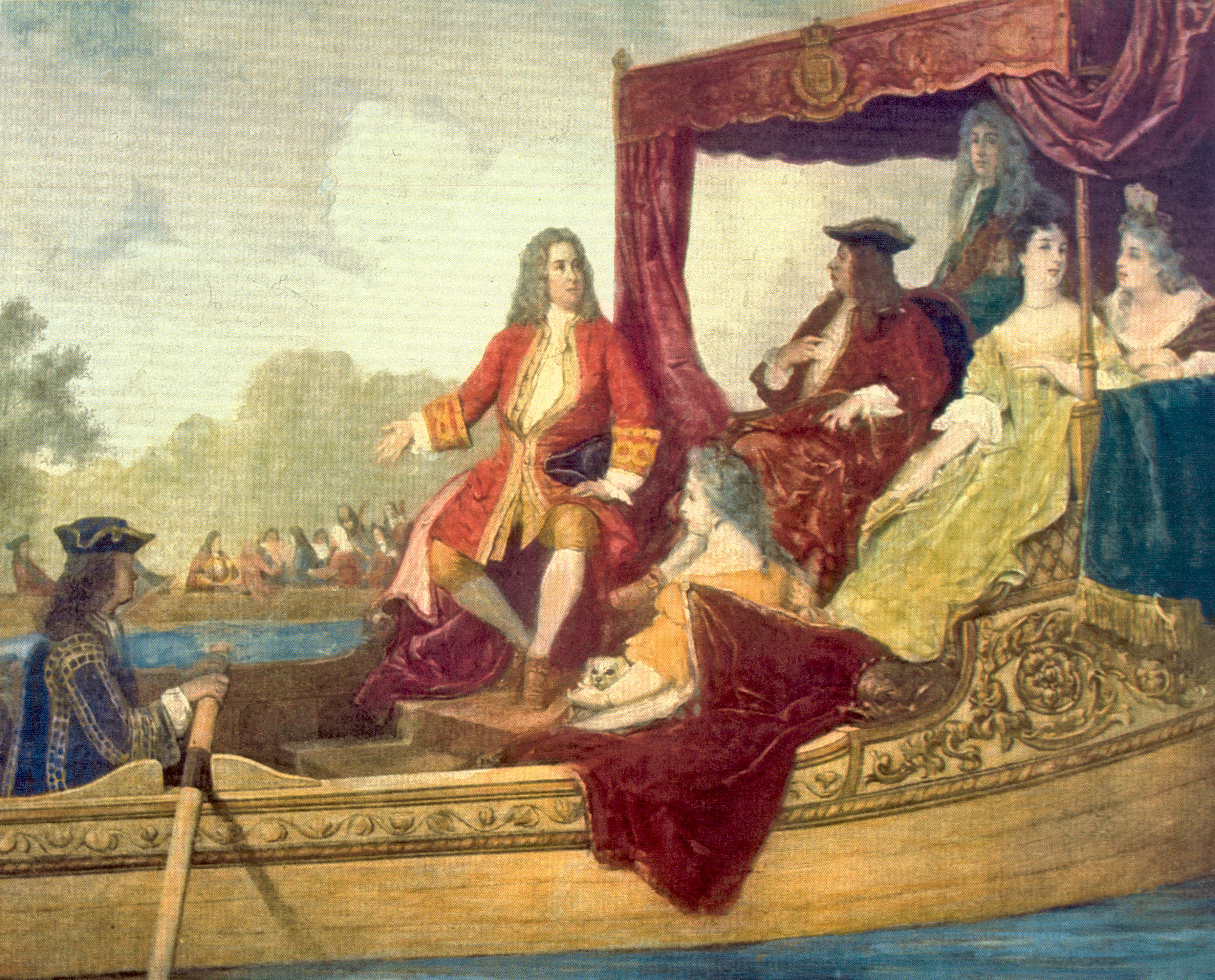
テムズ川上のジョージ1世とヘンデル（19世紀の想像図）

翌1712年11月には再びロンドンを訪れ、ハノーファーに帰る約束があったにもかかわらずそのままイギリスに住み着き、『忠実な羊飼い』（1712年）や『テセオ』（1713年）などのオペラを書いた。1714年のアン女王の死去に伴い、ハノーファー選帝侯がイギリス王ジョージ1世として迎えられることになるが、ヘンデルは2年以上もハノーファーを留守にしていたことを咎められることなく、新国王とは良好な関係を保った。1716年にジョージ1世はハノーファーに戻り、ヘンデルもその随行員として久しぶりにハノーファーを訪れている。ロンドンに戻った後の1717年には、テムズ川での王の船遊びのために『水上の音楽』が演奏された。ジャコバイト党の反乱による政情不安等によりロンドンのオペラはいったん下火になるが、ヘンデルは、後にシャンドス公爵となるジェイムズ・ブリッジズの住み込み作曲家として『シャンドス・アンセム』や仮面劇を作曲した。

### 王室音楽アカデミーへの参加

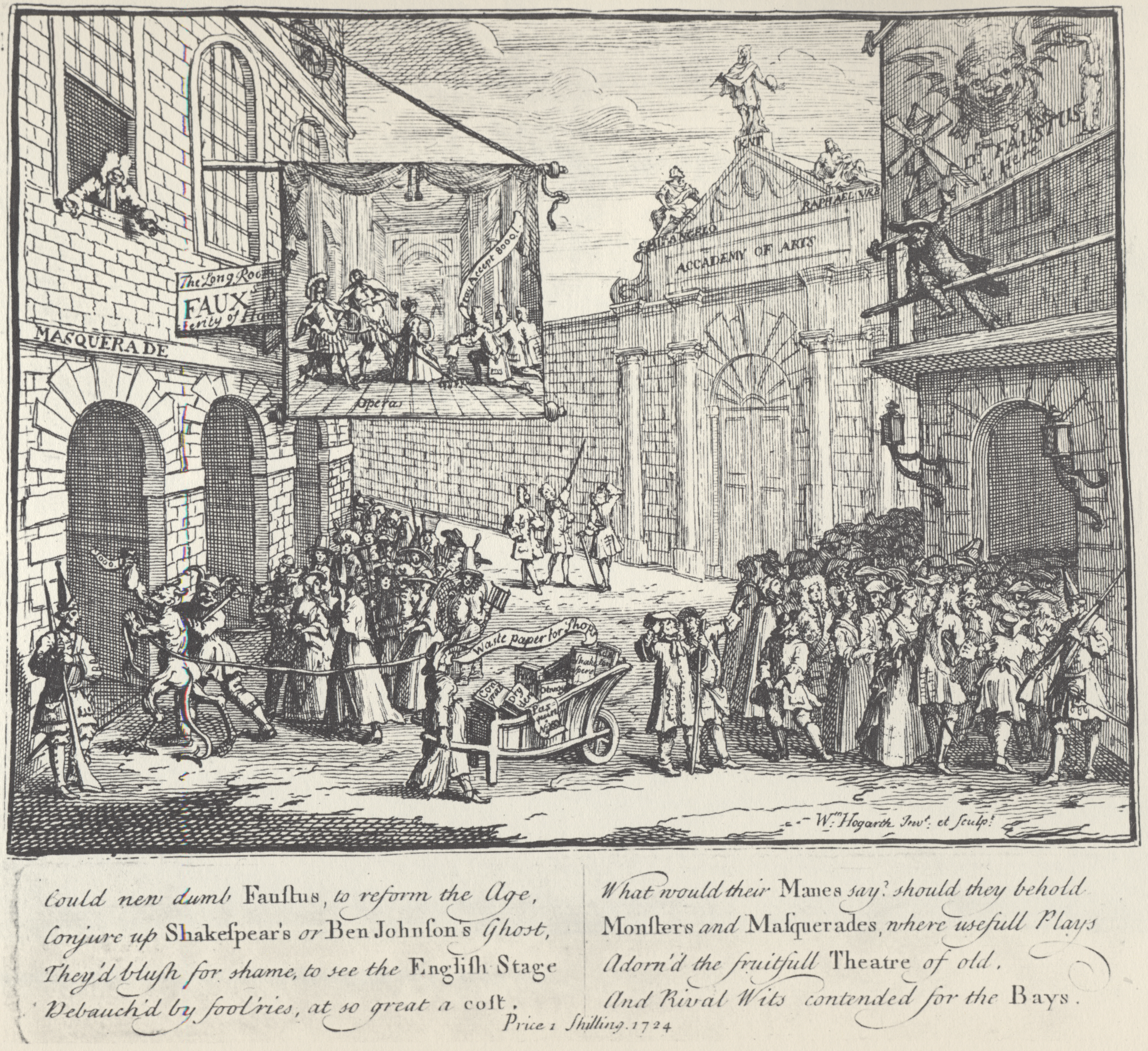
ウィリアム・ホガースによるカリカチュア（1724年）。左がヘイマーケット国王劇場でヘンデルのオペラとハイデッガーの仮面舞踏会（ほかにアイザック・フォークスの奇術ショーの看板も見える）、右がリンカーンズ・イン・フィールズ劇場でジョン・リッチ一座のハーレクイン劇『フォースタス博士』に行列ができている。手前ではドライデンやシェイクスピアの本が紙屑として売られている。

投機熱の高まりの中、貴族たちによってオペラ運営会社「王室音楽アカデミー」が1719年に設立され、ヘンデルはその芸術部門の中心人物となった。翌年の開幕に向けて、ヘンデルは歌手と契約を結ぶべくヨーロッパ大陸へ渡っている。またアカデミーのための音楽の大部分はヘンデルが作曲し、『ラダミスト』『ジューリオ・チェーザレ』『タメルラーノ』『ロデリンダ』をはじめとするオペラが上演された。アカデミーにおけるヘンデルのライバルは、イタリア人作曲家ボノンチーニであった。
1723年に王室礼拝堂作曲家に任じられていたヘンデルはジョージ1世の死の直前の1727年2月20日にイギリス国籍を取得し、ジョージ2世の戴冠式のために大規模な『戴冠式アンセム』を上演した。
しかしアカデミーの経営はずさんであり、カストラートのセネジーノ、ソプラノのフランチェスカ・クッツォーニ、メゾ・ソプラノのファウスティーナ・ボルドーニという3人のスター歌手に対する高額の報酬、およびクッツォーニとファウスティーナの争いもあって、ロンドンのイタリア・オペラは再び衰退していった。さらに1728年に上演されたジョン・ゲイの『乞食オペラ』は、すでに没落していたアカデミーに最後のとどめをさし、同年6月1日の『アドメート』の再演をもってアカデミーは活動停止する。経営としては大失敗であったが、アカデミーがロンドンのオペラ文化の興隆をもたらしたのもまた事実であり、この9年間はヘンデルの生涯においてもオペラ活動の最盛期であった。

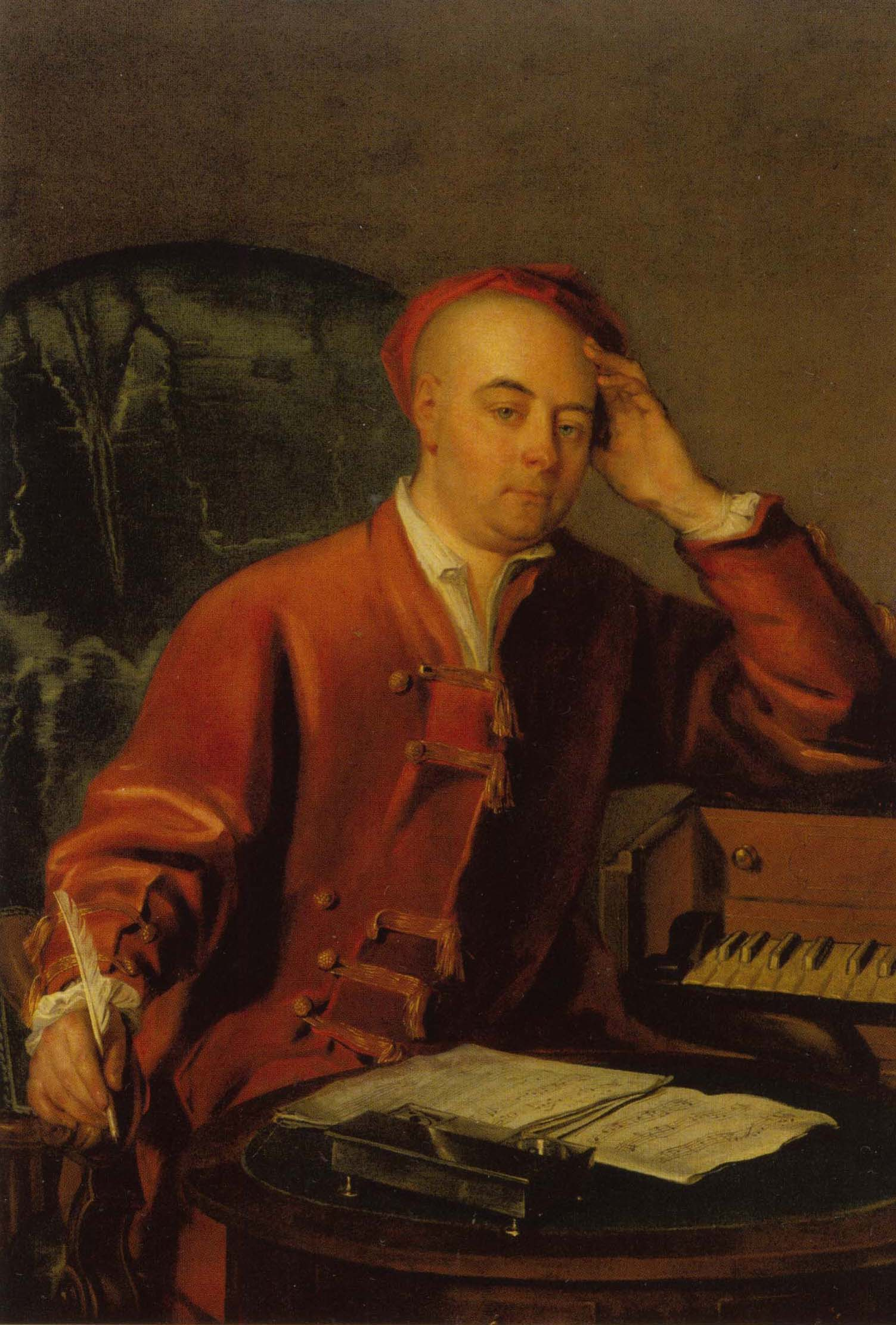
肖像画（1730年頃）

### 貴族オペラとの争い
資産運用により一定の財を蓄えていたヘンデルは、スイス人投機家ジョン・ジェームズ・ハイデッガーとともにアカデミーを建て直し、イタリアを訪れて歌手と契約を結んでドイツ経由でロンドンに戻った。再建されたアカデミーでヘンデルはオペラ『インド王ポーロ』（1731年）などで成功を収めたが、1733年にはヘンデルを庇護するジョージ2世に敵愾心を燃やす王太子フレデリック・ルイスによってアカデミーのライバルとなる貴族オペラが設立される。貴族オペラの作曲家はニコラ・ポルポラであった。さらにハイデッガーも1734年の契約満了をもってヘンデルと決別し、それまでアカデミーのオペラを上演していたヘイマーケット国王劇場を貴族オペラに引き渡してしまう。
ヘンデルはコヴェント・ガーデン劇場に移るが、貴族オペラ側はアカデミーから歌手を引き抜いた上、有名なカストラートのファリネッリを迎え、アカデミー側は苦戦をしいられた。作品の人気としてはヘンデル側の方が優勢であったものの、2つのオペラハウスを賄うだけの需要は無く、第2期アカデミーは1734年をもって閉幕（これは当初の予定通り）。その後もヘンデルと貴族オペラの闘いは続いたが、貴族オペラは多額の赤字を出して1737年に倒産。破産こそ免れたものの、ヘンデル自身も経済と心身の両面で疲弊した。
ヘンデルは同年4月に卒中に襲われ半身不随となり、温泉治療のためアーヘンで夏を過ごした。奇跡的に回復した後は、再びハイデッガーと組んでオペラ『ファラモンド』や『セルセ』（クセルクセス）などの公演を続けるが、もはやロンドンでオペラが成功することはなかった。この頃からヘンデルの曲には他の作曲家からの「借用」（今でいうところの盗作）が目立つようになるが、当時は問題視されなかった。

### オラトリオと晩年
現在も知られているヘンデルの曲の多くは、1739年以降に作曲されている。
ヘンデルは1732年の『エステル』以来、英語のオラトリオをいくつか上演していたものの、1734年から1738年まではオラトリオの新作を発表していなかった。ヘンデルは1739年はじめにオラトリオのシーズンを開き、『サウル』と『エジプトのイスラエル人』を上演。同年秋には、『聖セシリアの日のための頌歌』を10日で仕上げた。続けて合奏協奏曲集の制作に取り掛かり、12曲を5週間ほどで書き上げた。この『作品6』は翌年に出版され、現在でも特に評価が高いバロックの弦楽合奏作品である。しかし、この2年間の音楽会シーズンはスペインとの戦争の勃発やロンドンを襲った大寒波により散々なものとなった。1740年から翌年にかけてオペラへの復帰を試みたが、『イメネオ』も『ダイダミア』も不振に終わった。
1741年、失意の中にあったヘンデルは、アイルランド総督ウィリアム・キャヴェンディッシュから翌年にかけてダブリンで開催される慈善演奏会への招待を受けた。これを承諾してアイリッシュ海を渡ったヘンデルが携えてきたオラトリオに、高い水準の音楽に親しんでいなかったダブリン市民たちは驚嘆し、次いで1742年4月13日に初演された『メサイア』は大好評であった。わずか24日で書き上げたこの作品は、ヘンデルにとって起死回生の一作となる。
同年秋にロンドンに戻ったヘンデルは、オペラの作成依頼を断り、ダブリンへ旅立つ前に作ったオラトリオを書き直した。この『サムソン』はロンドン市民らからも好評であったが、次いで『メサイア』も上演したところ、オラトリオの主な担い手であったピューリタリズムを精神的支柱とする中産階級からは受け入れられず、ダブリンでの反応とは対照的にこの時は不調であった。1743年4月に2度目の卒中を起こすが、まもなく創作活動を再開し、オラトリオに軸足を移して『ヘラクレス』などの傑作を送り出しつつ試行錯誤を重ねた。
1749年には、オーストリア継承戦争の終結を祝う祝典で打ち上げられる花火のために、『王宮の花火の音楽』を作曲する。1750年5月、オラトリオシーズン終了後に孤児養育院礼拝堂で慈善演奏会として『メサイア』を上演。収益は全額寄付した。この慈善活動はヘンデルが死ぬまでの間の恒例行事となった。

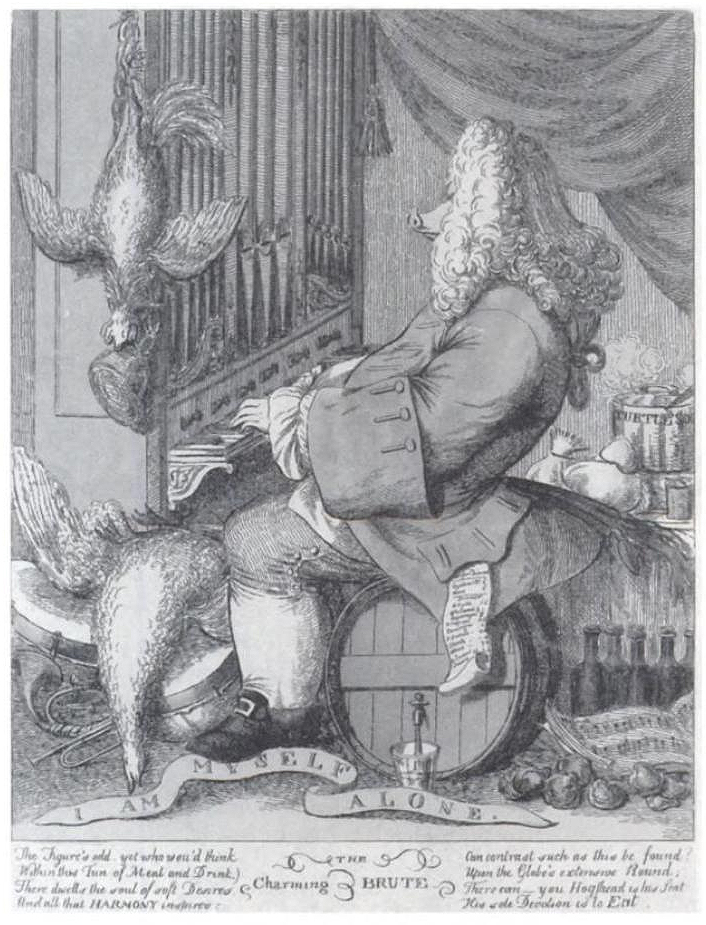
『愛すべき野獣』（1754年）
ヘンデルを風刺したジョーゼフ・グーピーのカリカチュア。
ヘンデルは大食漢で、音楽に関してはしばしば激しい感情をあらわにした。一方でユーモアもあり、寄付を積極的に行い、多くの社会層に友人を持っていた。

同年夏、ドイツ訪問の道中で馬車が転覆し負傷する。その後ロンドンに戻るが、『イェフタ』を作曲中であった翌1751年2月に左眼の視力の衰えが顕著となり、夏には片目失明者となる。間もなく右眼の視力も悪化する。そのような中で『イェフタ』はなんとか完成させるが、1752年頃には完全に失明したため作曲活動はできなくなった。その後も演奏活動だけは続けていた。1758年の夏にタンブリッジ・ウェルズで眼科医のジョン・テイラーによる手術を受けたが、結局は成功しなかった。
翌1759年4月14日、体調の悪化により死去。74歳であった。ヘンデルはウェストミンスター寺院に葬られることとなるが、ひっそりと埋葬されることを望んだ本人の願いにもかかわらず3000人もの民衆が別れを惜しむために押し寄せ、無数の追悼文が新聞や雑誌を賑わせた。

He's gone, the Soul of Harmony is fled!
（和声の主、君は逝き）
And warbling Angels hover round him dead.
（悲しみの天使は舞う、なきがらの上）
Never, no, never since the Tide of Time,
（汝こそは天地の開けし時ゆ）
Did music know a Genius so sublime!
（比類なき楽の天才）
Each mighty harmonist that's gone before,
（君が調べ、奏づるに）
Lessen'd to Mites when we his Works explore.
（なべての楽士、色失いぬ）
—4月17日付『パブリック・アドヴァタイザー』、
ヘンデルが没した翌年にジョン・マナリングによるヘンデルの伝記が出版された。音楽家の伝記が出版されることは当時としては異例であった。1784年にはヘンデルの生誕百周年を祝って大編成の管弦楽団によるヘンデル記念祭が挙行され、その後も記念祭は続けられた。サミュエル・アーノルドによるヘンデル全集は1787年から1797年までかけて刊行された。

## 影響

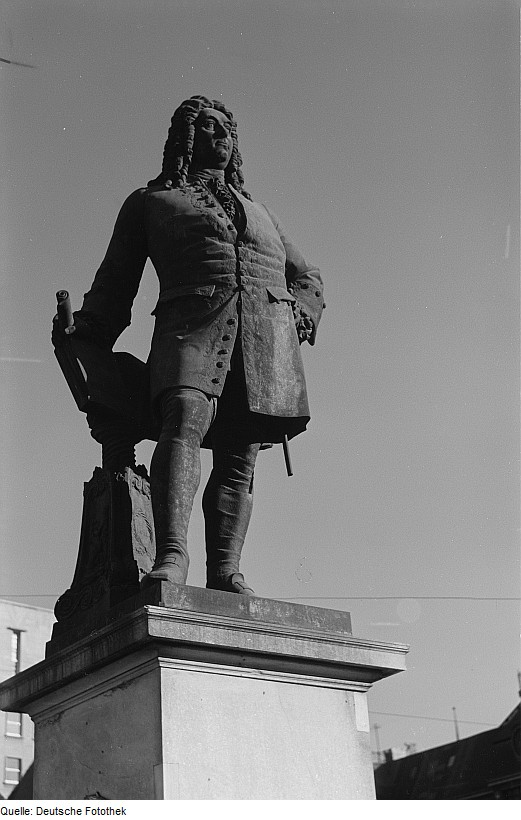
ハレのヘンデル像

ヘンデルは生前から高く評価され、没後すぐに神格化された。当時としては初めての試みである作品集が死後出版され多くの合唱団にヘンデルの音楽が受け継がれたこともあり、ヘンデルは名声が没後も衰えなかった最初の作曲家となった。
とくにオラトリオはイギリスに止まらず、1772年にはハンブルクで『メサイア』が上演されたほか、1773年にはカール・フィリップ・エマヌエル・バッハがドイツ語版の『メサイア』を上演している。オラトリオは当時発達した市民レベルの合唱団に好まれた。エマヌエル・バッハは『メサイア』を何度も指揮し、これに刺激されて自らオラトリオを作曲するようになった。
1780年代にはウィーンのヴァン・スヴィーテン男爵がその私的な日曜コンサートでヘンデル作品を広く紹介し、モーツァルトがこのコンサートのためにいくつかの曲を編曲している。また、ハイドンはロンドン訪問から帰るときにザーロモンからオラトリオ『天地創造』の台本を贈られたが、この台本は本来ヘンデルによる作曲を想定して書かれたものだったという。台本はヴァン・スヴィーテン男爵によってドイツ語に翻訳され、それにつけられた音楽はハイドンの代表作のひとつとなった。
ベートーヴェンはとくにヘンデルを高く評価し、『調子の良い鍛冶屋』にもとづく2声のフーガや、『ユダス・マカベウス』の「見よ勇者は帰る」にもとづくチェロとピアノのための変奏曲を作曲した。1824年、ヨハン・アンドレアス・シュトゥンプフとの筆談において、ヘンデルがもっとも優れた作曲家だとベートーヴェンは答えたが、ヘンデル全集をベートーヴェンが持っていないことを知ったシュトゥンプフは後にアーノルド版全集を贈っている。

## 現代に継承された作品
ヘンデルは多数の作品を作曲したが、広く知られている作品はそのごく一部分にすぎない。オラトリオ、中でも「ハレルヤ・コーラス」を始めとする『メサイア』が突出して有名になったため、他の曲に日が当たらない結果になっている。オラトリオ以外に生き残った作品はわずかであり、18世紀末に編纂された最初のヘンデル全集にはオペラは5曲しか含まれていなかった。
20世紀に入り、オラトリオ以外のヘンデルの作品を復活させる試みがドイツやイギリスなどを中心になされてきた。しかし、優れた美声と技巧を持つカストラートが歌い手となり聞き手もイタリア風の文化に慣れ親しんでいた18世紀当時とは条件が異なるため、ヘンデルのオペラを現代において完全再現することは事実上不可能であり、またその高い芸術性にもかかわらず評価をされ難いのが実情である。

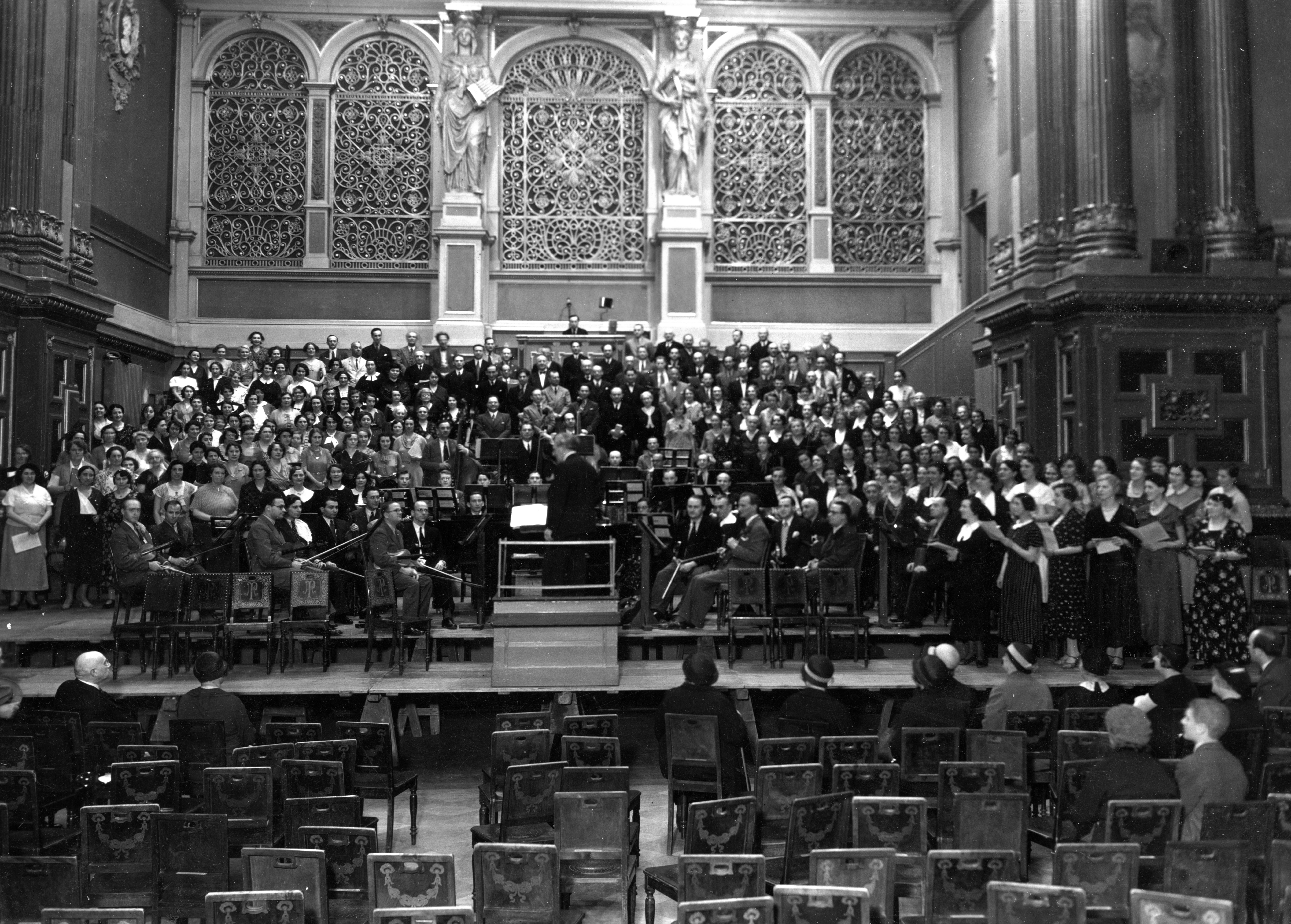
ベルリン・フィルハーモニーで『ユダス・マカベウス』を演奏する、ユダヤ人文化連盟オーケストラ（1934年）

『メサイア』以外のオラトリオとしては、『ユダス・マカベウス（マカベウスのユダ）』中の合唱曲「見よ、勇者は帰る」はジョン・ウィリアム・フェントンによって日本に紹介され、大会の優勝者を称える曲・表彰状授与のBGM（得賞歌）として定着しており、耳にする機会が非常に多い。
オペラの中でも、ロンドン進出の足掛かりとなった『リナルド』で歌われるアリア「私を泣かせてください」は特に有名で、日本のテレビドラマの挿入歌などにも使われている。『セルセ』は興行としては失敗したものの、その中のアリア「オンブラ・マイ・フ（懐かしい木陰よ）」は今も人気が高い。
オペラ、オラトリオや世俗カンタータの他、管弦楽曲としては、管弦楽組曲『水上の音楽』『王宮の花火の音楽』が有名。また、合奏協奏曲、室内楽、オルガンやチェンバロのための作品がある。コレッリの影響が強く、ヴィヴァルディの影響は見られない。オルガン協奏曲はオラトリオの幕間にヘンデル本人が演奏するために書かれたもので、オラトリオ以上に人気があったという。教会のオルガンではなく、劇場の中の演奏会のためにペダルのない小型のオルガンを使用した。
イギリスではしばしば重要な行事でヘンデルの音楽が採用される。たとえば1981年のチャールズ3世（当時皇太子）とダイアナ妃との結婚式では『サムソン』から「輝かしい天使よ」がキリ・テ・カナワによって歌われ、2018年のヘンリー王子とメーガン妃の結婚式では『アン女王の誕生日のための頌歌』の第1曲「神々しい光の永遠の源よ」がエリン・マナハン・トーマスによって歌われた。『ソロモン』の「シバの女王の到着」もよく使われる曲で、2012年ロンドンオリンピックの開会式でも使われた。『ジョージ2世の戴冠式アンセム』中の「司祭ザドク」は伝統的に戴冠式で使われる。サッカー・UEFAチャンピオンズリーグの入場曲「UEFAチャンピオンズリーグ・アンセム」も「司祭ザドク」を原曲とする。

## 主な作品
ヘンデルは、楽曲を演奏するたびに大きく編成を変えることがあり、同じ曲でもさまざまな異稿が存在する。
ヘンデルの生前、楽譜はジョン・ウォルシュ親子 (John Walsh (printer)) によって出版されていた。ヘンデルの全集は、はやく18世紀のうちにサミュエル・アーノルドによるものが刊行されたが（アーノルド版、全180巻）、イタリア・オペラは5曲しか収録されていなかった。19世紀後半にはフリードリヒ・クリュザンダーを中心としてヘンデル協会によるヘンデル全集 (Händel-Gesellschaft) （略称HG。クリュザンダー版、全105巻）が刊行された。1950年代からはベーレンライター出版社からハレ・ヘンデル全集 (Hallische Händel-Ausgabe) （略称HHA。ハレ版、新ヘンデル全集とも）が刊行されている。ヘンデルの作品カタログとしてはベルント・バーゼルトによるもの（全3巻、1978-1986年）があり、このカタログの番号（ヘンデル作品主題目録番号、HWV）を用いることが一般的になっている。

### オペラ
- アルミーラ HWV 1 初演1705.1 ハンブルク
- ロドリーゴ HWV 5 初演1707ごろ フィレンツェ
- アグリッピナ HWV 6 初演1709.12 ヴェネツィア
- リナルド HWV 7 初演1711.2 ロンドン（以下全て同じ）
- 忠実な羊飼い HWV 8 初演1712.11
- ラダミスト HWV 12 初演1720.4
- エジプトのジュリアス・シーザー HWV 17 初演1724.2
- タメルラーノ HWV 18 初演1724.10
- ロンバルディア王妃ロデリンダ HWV 19 初演1725.2

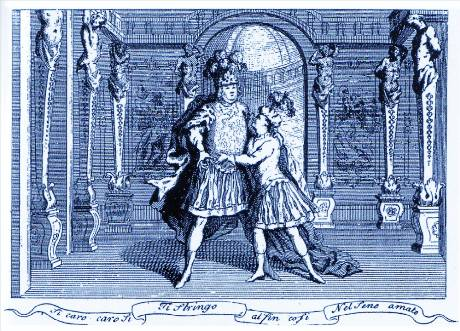
『アドメート』に出演するセネジーノとボルドーニ（1727年）

- アドメート HWV 22 初演1727.1
- オルランド HWV 31 初演1733.1
- アリオダンテ HWV 33 初演1735.1
- アルチーナ HWV 34 初演1735.4
- セルセ HWV 40 初演1738.4
- デイダミア HWV 42 初演1741.1

### オラトリオ
- 時と悟りの勝利 HWV 46a 1707年（イタリア語）
- 復活 HWV 47 1708年（同上）
- アチスとガラテア HWV 49 1718年（英語の音楽劇。オペラとも）
- エステル HWV 50 1718年（英語、以下同じ）
- サウル HWV 53 1739年
- エジプトのイスラエル人 HWV 54 1739年
- メサイア HWV 56 1742年
- サムソン HWV 57 1743年
- セメレ HWV 58 1744年（世俗音楽劇）
- ヘラクレス HWV 60 1745年（世俗音楽劇）
- ベルシャザル HWV 61 1745年
- マカベウスのユダ HWV 63 1747年
- ヨシュア HWV 64 1748年
- アレグザンダー・バルス（英語版） HWV 65 1747年
- ソロモン HWV 67 1749年
- イェフタ HWV 70 1752年

### その他の声楽曲
- 主は言われた Dixit Dominus HWV 232 1707年（教会音楽、ラテン語）
- アン女王の誕生日のための頌歌 HWV 74 1713年?（英語）
- ブロッケス受難曲 HWV 48 1719年?（ドイツ語受難曲）
- ジョージ2世の戴冠式アンセム - 「司祭ザドク」 HWV 258 1727年（英語、以下同じ）
- アレクサンダーの饗宴 HWV 75 1736年（頌歌）
- 聖セシリアの日のための頌歌 HWV 76 1739年
- 快活の人、沈思の人、温和の人 HWV 55 1740年（頌歌、オラトリオとも）
- デッティンゲン・テ・デウム HWV 283 1743年

### 管弦楽曲
- 水上の音楽（管弦楽組曲）HWV 348-350
- 王宮の花火の音楽（管弦楽組曲）HWV 351 1748年
- 6つの合奏協奏曲集 作品3 HWV 312-317 1734年出版
- 12の合奏協奏曲集 作品6 HWV 319-330 1739作曲,1740年出版
- 合奏協奏曲ハ長調「アレクサンダーの饗宴」HWV 318（同名のカンタータ第2幕の冒頭で演奏された）
- オルガン協奏曲集 第1集 作品4 HWV 289-294 1738年出版
  - 第1番ト短調 HWV 289
  - 第2番変ロ長調 HWV 290
  - 第4番ヘ長調 HWV 292
  - 第6番変ロ長調 HWV 294（有名な「ハープ協奏曲変ロ長調HWV294a」の別稿）
- オルガン協奏曲第2集 HWV 295-300 1740年に独奏曲集として出版。1760年ごろ最初の2曲のみ協奏曲として出版（多くは作品6の編曲）
  - 第1番（第13番[注釈 13]）ヘ長調『かっこうとナイチンゲール』HWV 295
- オルガン協奏曲集 第3集 作品7 HWV 306-311 1761年出版
- 2つの合奏体のための協奏曲
  - 第1番 変ロ長調 HWV 332
  - 第2番 ヘ長調 HWV 333
  - 第3番 ヘ長調 HWV 334

### 器楽曲
- 独奏楽器と通奏低音のためのソナタ集 作品1
- 6つのトリオソナタ 作品2
- 7つのトリオソナタ 作品5
- ハープシコード組曲第1集（8曲）
  - ホ長調 HWV 430（アリアと変奏は「調子の良い鍛冶屋」として有名）
  - ト短調 HWV 432（パッサカリアが有名）
- ハープシコード組曲第2集（9曲）
  - 変ロ長調 HWV 434（アリアと変奏がやはり有名。ヨハネス・ブラームス『ヘンデルの主題による変奏曲とフーガ』の主題）
  - ト長調 HWV 435（主題と21の変奏からなるシャコンヌ）
  - ニ短調 HWV 437（サラバンドが有名）

## その他

### ヘンデルを題材とする作品等

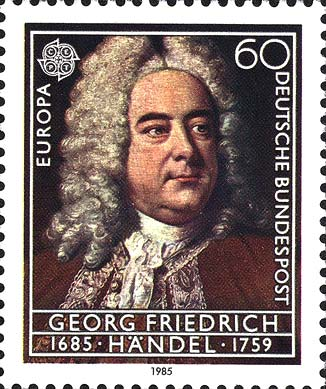
ヘンデルを肖像に用いた西ドイツの切手（1985年）

1942年のイギリス映画『偉大なるヘンデル氏』(The Great Mr. Handel)は、ヘンデルを題材にしている。ヘンデルをウィルフリッド・ローソン(en)、ヒロインの歌手シバ夫人（スザンナ・マリア・シバー、トーマス・アーンの妹）をエリザベス・アランが演じた。
イギリスでは1985年にヘンデルの生誕300年を記念してテレビ・ドキュメンタリー映画『God Rot Tunbridge Wells!』が作られ、トレヴァー・ハワードがヘンデルを演じた。同じく生誕300年を記念して作られた『Honour, Profit and Pleasure』ではサイモン・キャロウがヘンデルを演じた。
ファリネッリの生涯を描いた1994年の映画『カストラート』は、1730年代のヘンデルと貴族オペラの対立を背景とする。ヘンデルの役は、ジェローン・クラッベが演じた。
1996年のカナダとスロバキアの共同製作テレビ映画『Handel's Last Chance』は、ヘンデルが『メサイア』をダブリンで初演するまでを10歳の少年の目を通して描いた作品で、レオン・ポーノールがヘンデルを演じた。
アンドリュー・レヴィタス監督による映画『The King Of Covent Garden』はヘンデルが『メサイア』を作曲した経緯を描いた作品で、アンソニー・ホプキンスが主役のヘンデルを演じると報じられている。2025年封切り予定。

### 住居

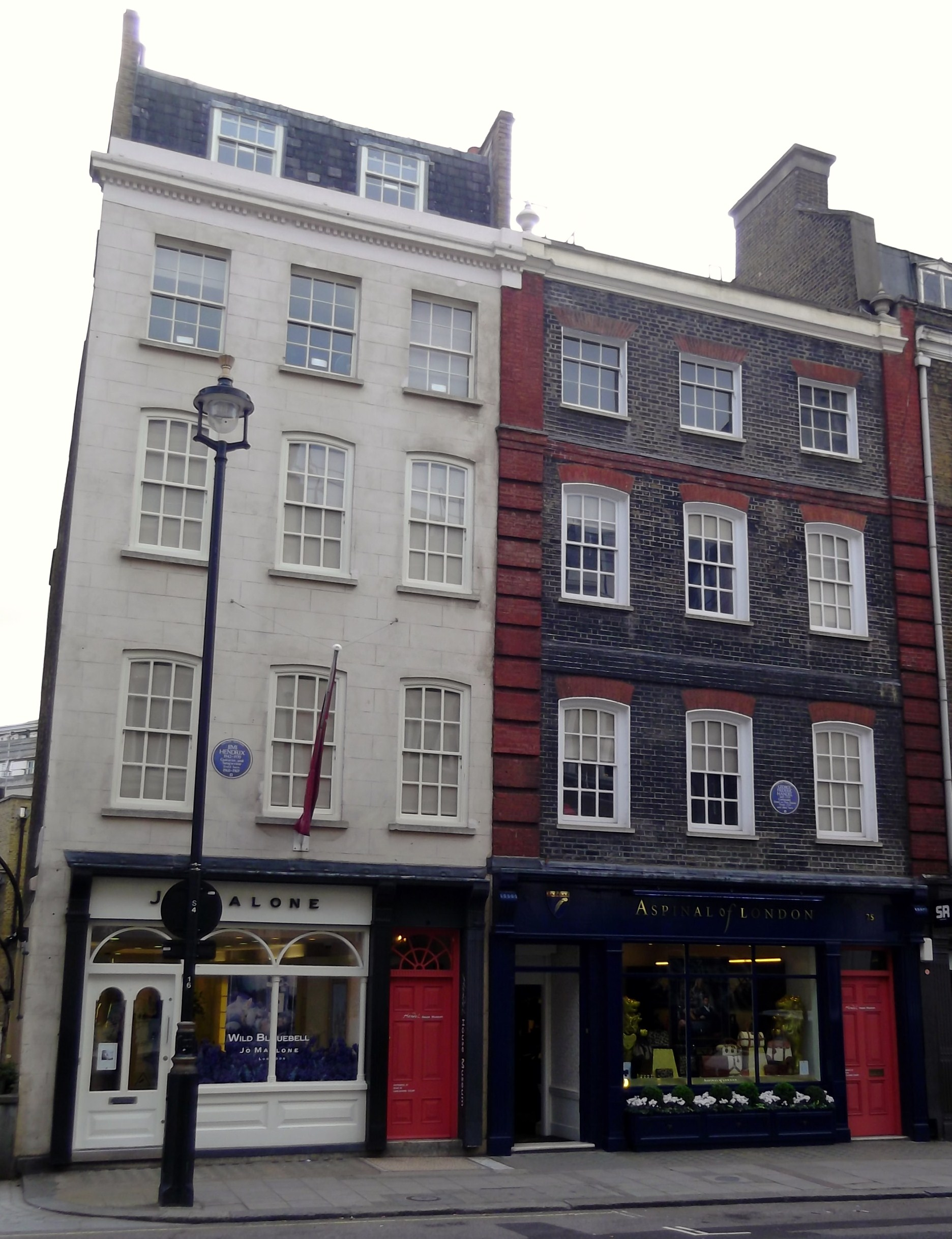
右の黒い建物がヘンデルの住んだブルック街25番地の家。左の白い建物にジミ・ヘンドリックスが住んだ。

ヘンデルは1723年8月にメイフェアのブルック街25番地に居を構えた。日本でも「ジミヘン」の愛称で親しまれるギタリストジミ・ヘンドリックスは、1968年以降隣の23番地に住んでいた。現在この建物は「ヘンデル・アンド・ヘンドリックス・イン・ロンドン」という博物館になっている。

### バッハとの関係
ヘンデルはヨハン・ゼバスティアン・バッハとはその生涯を通じて会うことはなかったものの、音楽史に衝撃を与えた両者は同じ1685年生まれで出生地もほど近く、しばしば対比をされる。
バッハは、1719年と1729年の2度にわたりヘンデルに面会を求めたが、最初はすれ違いになり、2度目はヘンデルが何らかの事情で面会を断ったために、同時代に活躍しながらも生涯出会うことはなかった。日本では俗に、バッハを「音楽の父」、ヘンデルを「音楽の母」とそれぞれ呼ぶことがあるが、これはヘンデルをバッハと対等の存在として位置付ける意味で20世紀に入ってから考案された呼び名である。
世俗的で宮廷風の特徴を持つヘンデルの音楽は現代においてバッハよりも低く評価されがちであるが、史実としては、ヘンデルが上述の通り生前より名声と富を勝ち取っていたのに対し、バッハの評価はむしろその死後、特に19世紀以降において高まったものである。各国を渡り歩いたヘンデルがオペラやオラトリオなどの劇場用の音楽で本領を発揮したのに対し、常時宮廷や教会機関の定職を得てドイツから離れなかったバッハは教会の礼拝で用いる音楽（教会音楽）を中心に活躍した。そして、オペラ・セリアの衰退とともにヘンデルの作品群がやがて忘れられていったのに対して、バッハの作品はドイツ音楽界で熱狂的に支持されるようになり、「3B」（バッハ、ベートーヴェン、ブラームス）を提唱したハンス・フォン・ビューローによって神格化されるという経緯を辿った。
バッハが音楽家一族として有名なバッハ家の生まれであったのに対し、ヘンデルの家族は音楽とは無関係だった。またヘンデルは生涯独身で子供はいなかったのに対し、バッハは2度の結婚で合計20人もの子供に恵まれていたなど、両者は作曲家としての活動だけでなく私生活においても全く対照的な人生を歩んでいた。
なお、ヘンデルに目の手術をしたジョン・テイラーはバッハにも手術を施しており、その後バッハも視力を失っている。